# Градек-над-Нисоу
Гра́дек-над-Нисоу (чеш. Hrádek nad Nisou) — город в Чехии, в Богемии, на реке Лужицка-Ниса, у подножья Лужицких гор, в 50 км к северу от города Млада-Болеслав, у пограничного стыка, где сходятся чешско-немецкая и польско-чешская границы, к востоку от озера Кристина. Административно относится к району Либерец Либерецкого края.
Город поддерживает тесные культурные связи с соседними немецким городом Циттау и польским городом Богатыня. Рядом расположен замок Грабштейн.

## История
В 1,5 км к востоку от города, на правом берегу Лужицкой-Нисы добывался открытым способом бурый уголь на градецкой части Житавского буроугольного месторождения. Житавский бассейн Чехии является продолжением Турошовского (Житавского) бассейна Польши и Оберлаузицкого Германии. Уголь добывался во всех трёх частях бассейна, однако в пределах ГДР и Чехословакии добыча была невелика, потому что основные запасы бассейна находятся на территории Польши. Существует крупный разрез «Турув» на польской стороне. Существовал небольшой разрез «Глюкауф» („Glückauf") в Ольберсдорфе на немецкой стороне. Добыча на «Глюкауфе» прекращена в 1991 году. На месте немецкого разреза создано водохранилище Ольберсдорфер-Зе.
В XIX веке Либерец являлся одним из главных центров текстильной промышленности. В городе Либерец и его округе обосновался один из крупнейших текстильных фабрикантов, барон Теодор фон Либих (1872—1939), на предприятиях которого в 1869 году работало 5300 человек. В 1829 году в Либерце основывается первая мастерская по производству паровых машин. В качестве топлива использовался местный бурый уголь. В конце 1830-х гг. началась систематическая добыча угля. Добыча бурого угля прекращена в 1968—1969 годах. К 1975 году наполнилось озеро Кристина на месте угольного разреза.

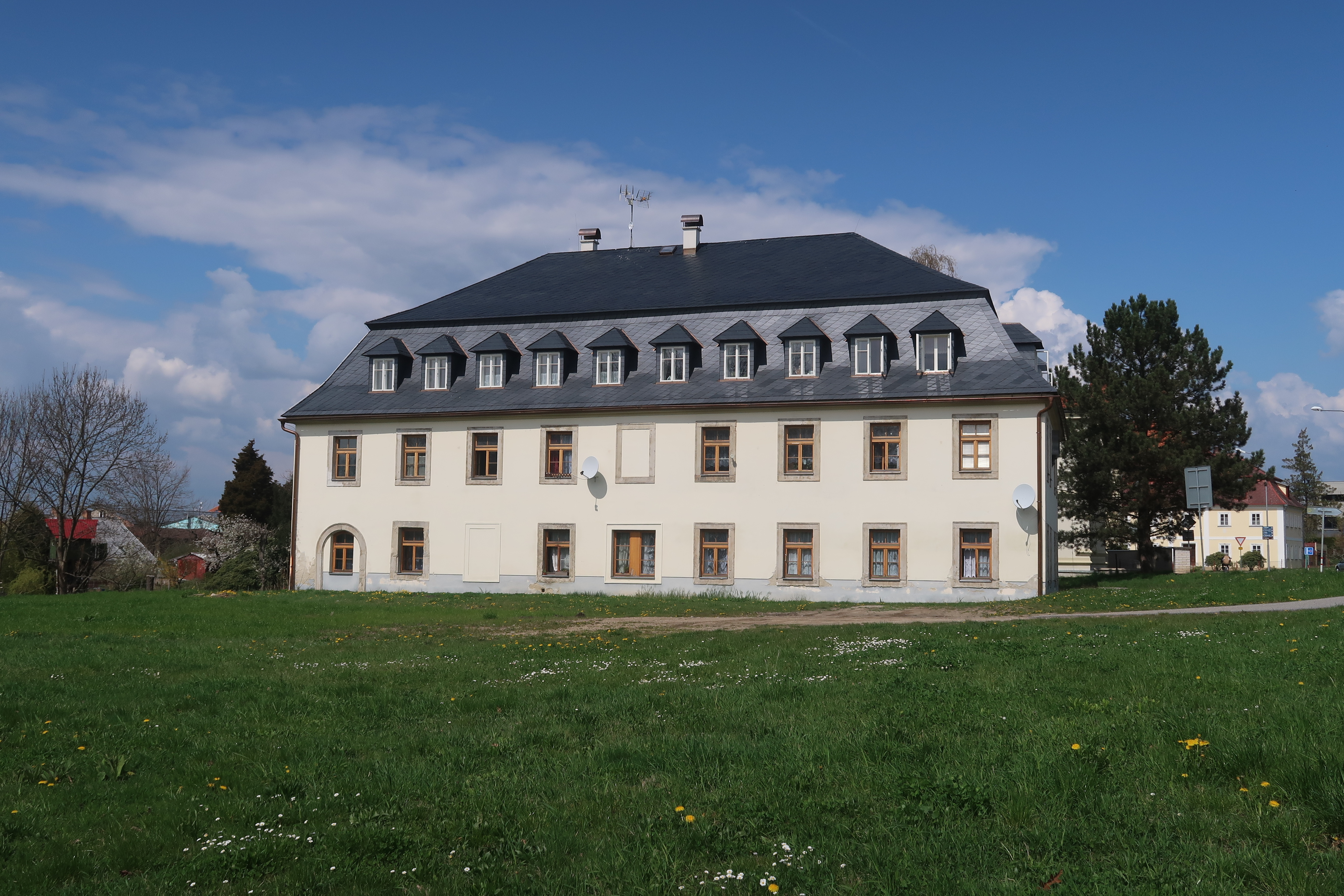
Здание текстильной фабрики

В составе Австро-Венгрии город назывался Гроттау (нем. Grottau). В Гроттау находились прядильная и полотняная фабрики. Относился к Болеславскому краю Богемии.
С июня 1942 года по апрель 1945 года в Гроттау находился оружейный завод Werk Grottau фирмы «Шпрееверк». После окончания Второй мировой войны большая часть населения была депортирована.

## Население
| Год  | Численность | Численность |
| ---- | ----------- | ----------- |
| 1869 | 7497        | [ 17 ]      |
| 1880 | 9502        | [ 17 ]      |
| 1890 | 11 094      | [ 17 ]      |
| 1900 | 12 689      | [ 17 ]      |
| 1910 | 13 681      | [ 17 ]      |
| 1921 | 11 920      | [ 17 ]      |
| 1930 | 12 421      | [ 17 ]      |
| 1950 | 6960        | [ 17 ]      |
| 1961 | 7492        | [ 17 ]      |
| 1970 | 7581        | [ 17 ]      |
| 1980 | 7836        | [ 17 ]      |
| 1991 | 7112        | [ 17 ]      |
| 2001 | 7277        | [ 17 ]      |
| 2014 | 7651        | [ 18 ]      |
| 2016 | 7626        | [ 19 ]      |
| 2017 | 7645        | [ 20 ]      |
| 2018 | 7656        | [ 21 ]      |
| 2019 | 7722        | [ 22 ]      |
| 2020 | 7735        | [ 23 ]      |
| 2021 | 7744        | [ 24 ]      |
| 2022 | 7704        | [ 25 ]      |
| 2023 | 7882        | [ 26 ]      |
| 2024 | 7932        | [ 6 ]       |

## Транспорт
В городе находится железнодорожная станция железной дороги Либерец — Циттау, открытая 1 декабря 1859 года.